# Carl Valentine
Carl Howard Valentine (Manchester, 4 de julho de 1958) é um ex-futebolista profissional e treinador canadiano, que atuava como atacante.

## Carreira
Carl Valentine fez parte do elenco da histórica Seleção Canadense de Futebol da Copa do Mundo de 1986 